# 니후
니후(1995년 10월 20일 ~)는 대한민국의 가수, 유튜버다. 2019년 디지털 싱글 앨범 [Already Done]으로 데뷔했다.
니후는 랜덤통화컨텐츠를 꽤 많이 하였고 여장하고 랜덤통화 컨텐츠를 2번 하기도 하였다 여장이 꽤 어울린다
2022년 3월 22일(화)에 군대에 입대를 하였다 어느군대를 가시는지도 밝혔었다 전라도 광주 31사단쪽으로 가신다고 마지막 생방송에서 직접 말씀하셨다
그 덕에 시청자분들은 니후님을 그리워하며 기다리고 있는중이다 잘생기시고 말라보이구 성격도 좋으며 논란이 벌여진 적도 없다

## 방송
- 내일은 국민가수 (2021) - Top42(32위)
- 미스터트롯3 (2024) - Top101

## 음반
- Already Done (2019)